# Церковь Сан-Джованнино-дей-Кавальери
Церковь Сан-Джованнино-дей-Кавальери (итал. La Chiesa di San Giovannino dei Cavalieri — церковь маленького Иоанна Рыцарей) — популярное название приходской церкви Сан-Джованни-Деколлато (итал. La Сhiesa di San Giovanni Decollato — церковь Святого Иоанна Крестителя Обезглавленного), расположенной на улице Сан-Галло в центре Флоренции.

## История
В 1274 году Пьетро да Морроне, тогда ещё не ставший папой Целестином V, по пути на Второй Лионский собор проезжал через Флоренцию, вызвав большой энтузиазм среди населения города. Примерно пятьдесят лет спустя, около 1326—1327 годов, в город прибыли монахи основанной им целестинской конгрегации. Ораторий, уже существовавший на улице Сан-Галло и посвященный Святой Марии Магдалине, был передан этим монахам и связан с приютом для «раскаявшихся девушек» (ospizio per ragazze ravvedute) по примеру искуплённой святой грешницы. Эта молельня, находившаяся под юрисдикцией базилики Сан-Лоренцо, в течение нескольких лет была собственностью монашеской общины Бадиа Фьорентина и была передана монахам-целестинцам. Монахов также называли «дель Мурроне», по имени основателя, и вскоре это название распространилось на монастырь и церковь, поэтому они стали называться Сан-Пьер-дель-Мурроне (San Pier del Murrone).
Тем временем в 1392 году во Флоренцию прибыл Великий магистр Ордена Родоса фра Риккардо Караччиоло, и по этому случаю пять дворянок попросили разрешения надеть одеяние госпитальеров Святого Иоанна Иерусалимского, согласно уставу августинцев. Просьба была принята, и папская булла от 3 мая 1392 года, выпущенная во Флоренции из базилики Санта-Кроче, объявила их подчиненными Великому Магистру и поручила им госпиталь Сан-Никколо в конце улицы Виа-деи-Серральи, оказывающий помощь паломникам, что было типично для рыцарей Иерусалима. Эта больница и прилегающий к ней монастырь были частично разрушены, как и близлежащая церковь Сан-Пьер-Гаттолино, во время осады 1529 года, поскольку на этом самом месте были возведены новые укрепления.
В 1552 году сам Козимо I Медичи разрешил монахиням поселиться в монастыре Целестинцев, которые вместо этого были переведены в церковь Сан-Микеле-Висдомини. Монахини немедленно приступили к реконструкции и модернизации помещений, включая церковь, которая была расширена и оборудована приподнятым хором, чтобы они могли посещать службы. Реставрация длилась около года, и в пасхальное воскресенье, 9 апреля 1553 года, церковь была повторно освящена епископом Вольтерры как церковь Сан-Никола-ди-Бари (Святого Николая Барийского), о чём свидетельствует мраморная доска с надписью на латыни, размещённая над дверью церкви.
Новая церковь граничила с Оспедале Сан-Джованни-Деколлато (Приюта Святого Иоанна Крестителя Обезглавленного). Упоминание о Крестителе особенно соответствовало харизме рыцарских монахинь, принадлежавших к ордену, покровителем которого был Иоанн Креститель. Таким образом, в 1552 году присутствие монахов-целестинцев прекратилось, и церковь Сан-Джованни-Баттиста-Деколлато, впоследствии получившая народное название «Сан-Джованнино деи Кавальери», стала женским монастырем: Мария Кристина, незаконнорожденная дочь дона Антонио де Медичи, приняла там постриг, а Мария Маддалена де Пацци вошла туда в 1580 году.
В 1808 году монастырь был упразднён. Большинство древних алтарных образов, которые можно увидеть в церкви, связаны с наследием, переданным монахинями.
На фасаде был помещен герб Мальтийского ордена — белый крест на красном поле, поддерживаемый двумя мраморными ангелами. Рыцари посвятили себя образованию молодых женщин знатного происхождения.
В 1808 году после присоединения Тосканы к Французской империи Наполеоном Бонапартом орден был упразднён, а монахини Иерусалима были присоединены к монахиням-августинцам Санта-Монаки. С 1808 по 1925 год церковь Сан-Джованнино оставалась закрытой для богослужений, став в 1810 году филиалом прихода Сан-Лоренцо.
Монастырь и клуатр, некогда являвшиеся мирской консерваторией, были преобразованы в школу в соответствии с законами, принятыми в Турине в 1870 году министром юстиции Джузеппе Сиккарди. Во время Первой мировой войны церковь использовали как военный склад. Только в 1922 году церковь была возвращена в ведение культового фонда и вновь открыта 8 декабря 1925 года после реставрационных работ, проведенных архитектором Эцио Черпи, который попытался вернуть ей облик шестнадцатого века. Некоторые архитектурные особенности церкви отчасти обусловлены необходимостью восстановить первоначальное литургическое использование пространства, которое в наполеоновскую эпоху было разделено на несколько частей и утратило свою целостность. В 1939 году приход вновь стал автономным, со свободным вероисповеданием. Ныне в зданиях бывшего монастыря располагается классическо-артистический лицей Данте-Леона Баттисты Альберти (liceo classico-artistico Dante-Leon Battista Alberti).

## Архитектура и произведения искусства
Внутреннее пространство церкви с тремя нефами, перекрытыми стропильной крышей, предваряется вестибюлем со старинными деревянными шкафами, где хранилась литургическая утварь и документы. В частности, в этой комнате хранился архив ордена, когда он перемещался из Пизы во Флоренцию.
Среди сохранившихся произведений искусства выделяется «Распятие со скорбящими» Лоренцо Монако. Роспись купола включает «Непорочное зачатие» Алессандро Герардини.
В церкви Сан-Джованнино хранятся ценные алтарные образы, такие как «Рождество» Биччи ди Лоренцо (1435), «Коронование Девы Марии» Нери ди Бичи, «Благовещение» М. Чампанти («Мастера Стратонике», ок. 1490), «Тайная вечеря» Якопо Пальмы Младшего, «Обезглавливание Иоанна Крестителя» Пьетро Дандини, «Рождение Святого Иоанна Крестителя» работы Санти ди Тито.
Согласно легенде, деревянное Распятие в правом нефе было вырезано из древесины дерева, чудесным образом зазеленевшего посреди зимы, когда тело Святого Дзаноби (Зиновия) переносили из церкви Сан-Лоренцо в Санта-Репарату. Это чудесное событие отмечено так называемой колонной Сан-Дзаноби на площади Сан-Джованни.

## Галерея
- Мальтийский крест на фасаде церкви
- Интерьер церкви
- Чудесное Распятие Святого Зиновия
- М. Чампанти (Мастер Стратонике). Благовещение Марии. Ок. 1490
- Биччи ди Лоренцо. Рождество. 1435